# Маслянский (посёлок)
Маслянский — посёлок в Сладковском районе Тюменской области России. Административный центр Маслянского сельского поселения.
Железнодорожная станция Маслянская Свердловской железной дороги.

## История
Посёлок образован в результате слияния села Ново-Маслянское и железнодорожная станция Маслянская. До 1917 года они входили в состав Маслянской волости Ишимского уезда Тюменской губернии. По данным на 1926 год железнодорожная станция Маслянская состояла из 32 хозяйств, а село Ново-Маслянское из 57. В административном отношении входили в состав Новомаслянского сельсовета Сладковского района Ишимского округа Уральской области.

## Население
| 2010 |
| ---- |
| 1489 |

По данным переписи 1926 года на станции проживало 116 человек (56 мужчин и 60 женщин), в том числе: русские составляли 100 % населения, в селе проживало 214 человек (116 мужчин и 98 женщин), в том числе: русские составляли 95 % населения, русины — 5 %.
Согласно результатам переписи 2002 года, в национальной структуре населения русские составляли 95 % из 1725 чел.

## Инфраструктура
Личное подсобное хозяйство с зоной сельскохозяйственного использования, индивидуальная застройка усадебного типа.
Маслянская средняя школа, Дом культуры.

## Транспорт
Развит автомобильный и железнодорожный транспорт. Автостанция «Маслянский» находится железнодорожного вокзала